# Ґрігайчяй (Расейняйський район)
Ґрігайчяй (Grigaičiai) — хутір у Литві, Расейняйський район, Шілувське староство. 2001 року на хуторі проживало 4 людей, 2011-го — 2. Розташоване за 2 км від села Шілува. Неподалік розташоване село Нарушяй.

## Принагідно
- Grigaičiai (Raseiniai) [Архівовано 9 листопада 2016 у Wayback Machine.]

| Литва | Це незавершена стаття з географії Литви. Ви можете допомогти проєкту, виправивши або дописавши її. |